# المحافظ (رواية)
المحافظ (بالإنجليزية: The Conservationist) هي رواية للكاتبة الجنوب أفريقية نادين غورديمير الحاصلة على جائزة نوبل للأدب، نشرت عام 1974، لأول مرة عن دار نشر جوناثان كيب..

## أحداث الرواية
تدور الرواية حول شخصية ميرينغ، رجل أعمال أبيض ثري يعيش في جنوب أفريقيا خلال فترة الأبارتايد. يشتري مزرعة كبيرة خارج المدينة، مدّعيًا أنه يسعى للتقرب من الطبيعة، لكنه في الواقع يستخدمها كوسيلة للتهرب الضريبي ومكان لعلاقاته العابرة. رغم امتلاكه للأرض، يبقى غريبًا عنها، حيث يديرها العمال السود الذين لا يعيرونه اهتمامًا يُذكر.تبدأ الرواية باكتشاف جثة مجهولة الهوية لرجل أسود مدفون في أرض المزرعة، وهو حدث رمزي يُطارد ميرينغ نفسيًا، ويكشف عن التوترات العرقية والطبقية التي تحكم المجتمع. في النهاية، يُعاد دفن الجثة بطريقة إنسانية من قبل العمال، في مشهد يُبرز التناقض بين الانتماء الحقيقي والملكية الشكلية.

## شخصيات الرواية
- ميرينغ: بطل الرواية، رجل أعمال أبيض، محافظ ويمثل الطبقة البرجوازية التي تستفيد من نظام الفصل العنصري. يشتري مزرعة دون فهم أو ارتباط حقيقي بالأرض أو العمال.
- جاكوبوس: العامل الأسود في المزرعة، يتعامل مع الحياة ببراغماتية، وهو أول من يكتشف الجثة المدفونة في أرض ميرينغ. يمثل العلاقة المتجذرة بين السكان السود والأرض.
- تيري: ابن ميرينغ، ذو ميول ليبرالية، ينتقد أسلوب حياة والده المحافظ، ويُظهر تناقضات الجيل الجديد مع الموروث الاستعماري.
- أنتونيا: عشيقة ميرينغ، مثقفة وناشطة ذات ميول ثورية، تُجسد صوت التمرد والمواجهة ضد الوضع القائم.

## أقتباسات من الرواية
"كان يملك الأرض، لكن الأرض لم تكن تعرفه." تعبير عن اغتراب ميرينغ عن الأرض التي يملكها قانونيًا، لكنه لا ينتمي إليها روحيًا أو ثقافيًا.
"الجثة دُفنت في أرضه، لكنها تنتمي لعالم آخر." الجثة ترمز إلى التاريخ الأسود المقموع، الذي لا يمكن طمسه رغم محاولات التملك والسيطرة.

"هو محافظ على الأشياء، لا على البشر." نقد لطريقة تعامل ميرينغ مع الطبيعة والبشر، حيث يهتم بالمظاهر أكثر من العدالة الإنسانية.

## أسلوب الرواية
تتميّز رواية المحافظ (The Conservationist) لنادين غورديمير بأسلوب سردي مركّب يجمع بين العمق النفسي والرمزية السياسية، حيث تعتمد الكاتبة على تقنيات السرد غير الخطي، والتناوب بين وجهات النظر، لتفكيك العلاقة المعقدة بين الفرد والأرض في سياق الفصل العنصري بجنوب أفريقيا. يستخدم السرد لغة دقيقة ومكثفة، تتخللها تأملات داخلية وشاعرية، تعكس اغتراب البطل ميرينغ عن البيئة التي يملكها قانونيًا دون أن ينتمي إليها فعليًا. كما توظف غورديمير الرموز الطبيعية، مثل الجثة المدفونة في أرض المزرعة، لتجسيد التاريخ المقموع والهوية المغتصبة، مما يمنح الرواية طابعًا فلسفيًا وإنسانيًا يتجاوز حدود الواقعية السياسية التقليدية.

## روابط خارجية
- المحافظ على موقع الموسوعة البريطانية (الإنجليزية)